# Barberey-Saint-Sulpice
Barberey-Saint-Sulpice ist eine französische Gemeinde mit 1.551 Einwohnern (Stand 1. Januar 2022) im Département Aube in der Region Grand Est (vor 2016 Champagne-Ardenne). Die Gemeinde gehört zum Arrondissement Troyes und seit 2015 zum Kanton Saint-Lyé (zuvor Kanton Troyes-4). Die Einwohner werden Bareberotois genannt.

## Geographie
Barberey-Saint-Sulpice liegt etwa sechs Kilometer nordnordwestlich von Troyes an der Seine. Durch die Gemeinde führt auch der Canal de la Haute-Seine. Umgeben wird Barberey-Saint-Sulpice von den Nachbargemeinden Saint-Lyé im Norden und Westen, Sainte-Maure im Osten und Nordosten, La Chapelle-Saint-Luc im Süden sowie Montgueux im Südwesten.
Die Gemeinde liegt an der Bahnstrecke Paris–Mulhouse. Im Gemeindegebiet liegt ferner der Flughafen Troyes-Barberey.

## Bevölkerungsentwicklung
| 1962                      | 1968 | 1975 | 1982 | 1990 | 1999 | 2006  | 2013  |
| ------------------------- | ---- | ---- | ---- | ---- | ---- | ----- | ----- |
| 528                       | 768  | 756  | 723  | 654  | 766  | 1.153 | 1.326 |
| Quelle: Cassini und INSEE |      |      |      |      |      |       |       |

## Sehenswürdigkeiten
- Kirche Saint-Sulpice aus dem 12. Jahrhundert, Monument historique seit 1925
- Schloss Barberey-Saint-Sulpice aus dem 17. Jahrhundert, Monument historique seit 1930/1980/2001

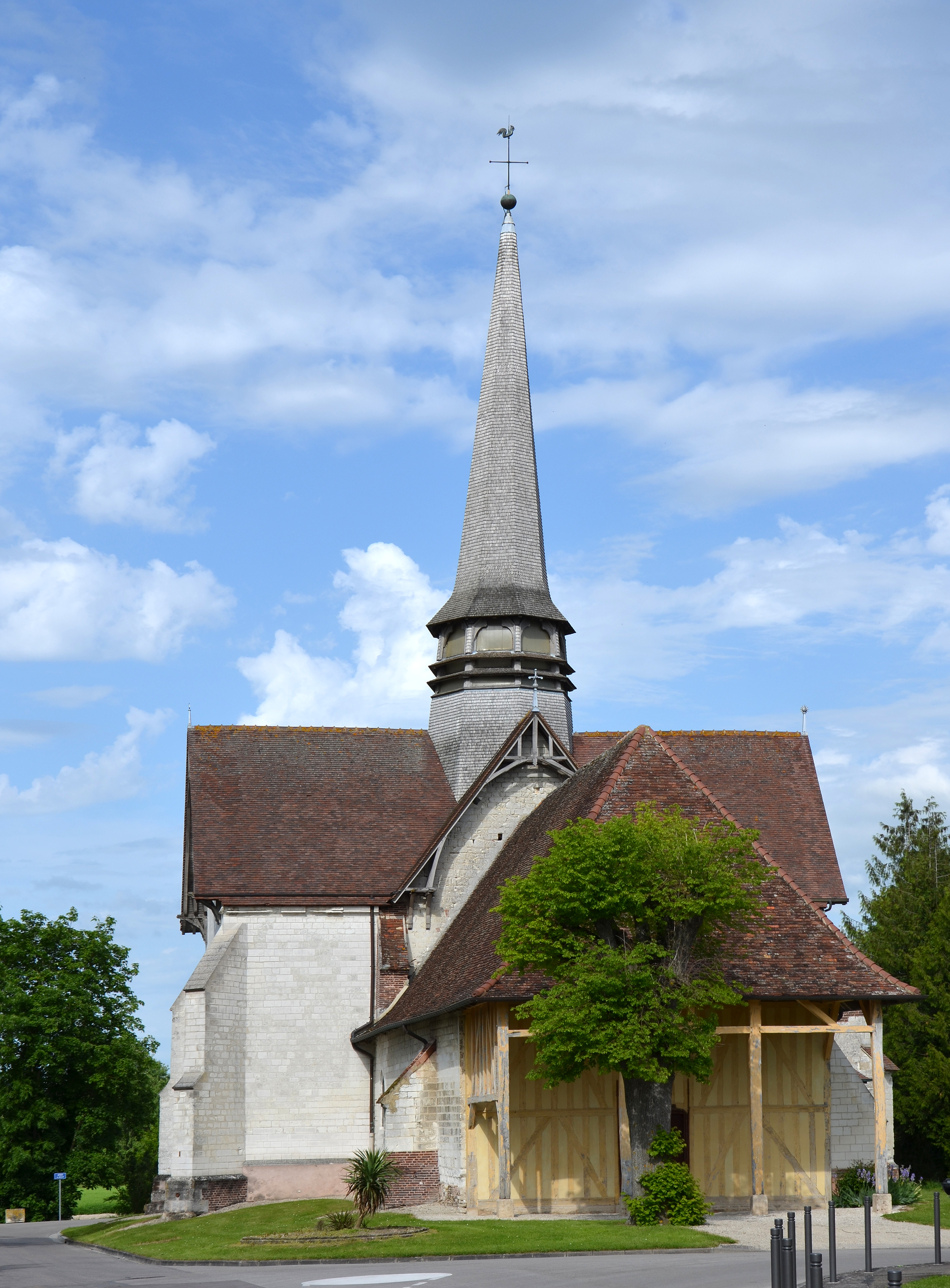
Kirche Saint-Sulpice
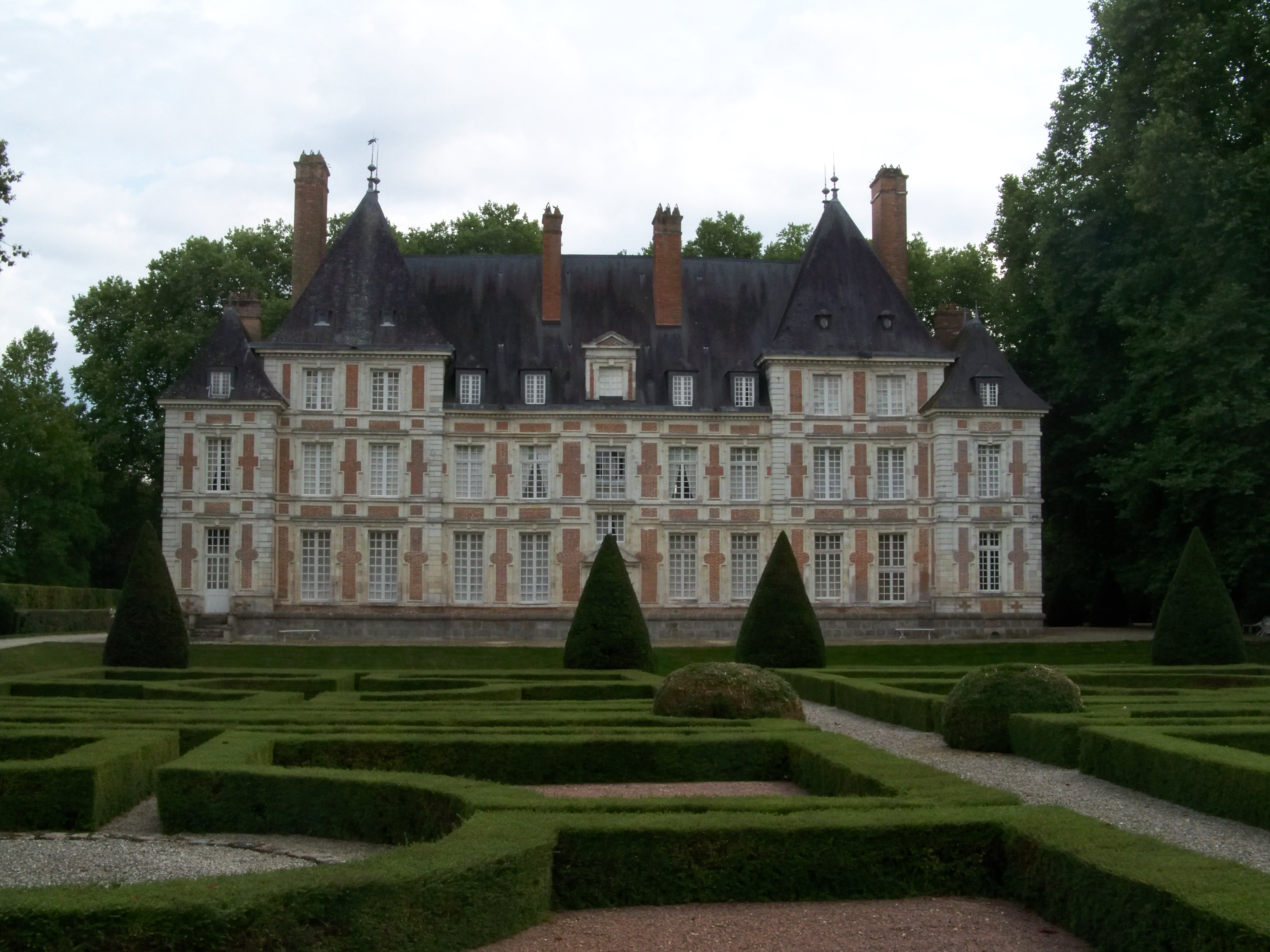
Schloss Barberey-Saint-Sulpice